# Diadohi

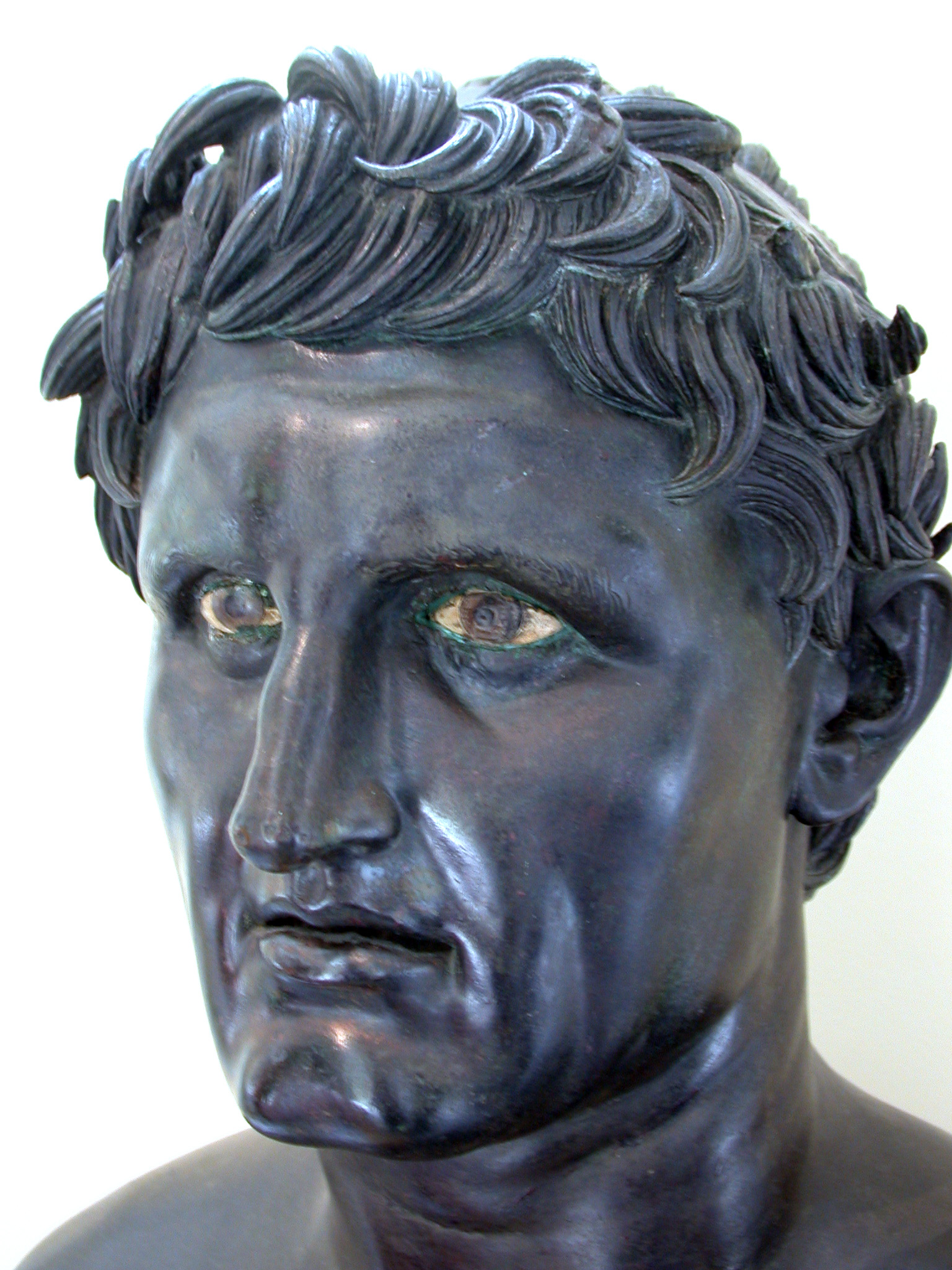
Bust al lui Seleucus I Nicator, unul dintre diadohi.

Diadohii (pluralul cuvântului latin Diadochus, din greacă: Διάδοχοι, Diadokhoi, „Urmași”) erau generalii rivali din familia și prieteni ai lui Alexandru cel Mare care, după moartea acestuia în 323 î.Hr., s-au luptat între ei pentru controlul imperiului. Războaiele între diadohi a fost o perioadă turbulentă de la începutul erei elenistice.
Primele ranguri ale diadohilor erau ocupate de generalii Perdiccas, Craterus și Antipater. Rangurile secundare erau atribuite lui Somatophylakes și satrapilor macedonieni. Alți pretendenți la tron erau cei din familia lui Alexandru: Filip al III-lea al Macedoniei, Alexandru al IV-lea al Macedoniei, Olympias, Eurydice al II-lea al Macedoniei și Cleopatra a Macedoniei.